# جوشین (ورزقان)
جوشین یکی از روستاهای استان آذربایجان شرقی است که در دهستان جوشین بخش خاروانا شهرستان ورزقان واقع شده‌است.